# Provincia di Putumayo
La provincia di Putumayo è una delle otto province della regione di Loreto nel Perù.

## Capoluogo e data di fondazione
Istituita il 5 maggio 2004 ha come capoluogo la città di San Antonio del Estrecho.
Sindaco (alcalde) (2015-2018): Segundo Julca.

## Geografia antropica

### Suddivisioni amministrative
La provincia è suddivisa in quattro distretti:
- Putumayo
- Rosa Panduro
- Teniente Manuel Clavero
- Yaguas